# Delphacinus lukjanovitshi
Delphacinus lukjanovitshi är en insektsart som beskrevs av Kusnezov 1929. Delphacinus lukjanovitshi ingår i släktet Delphacinus och familjen sporrstritar. Inga underarter finns listade i Catalogue of Life.